# Kano
Kano es la mayor ciudad del norte de Nigeria, siendo además la tercera mayor del país, por detrás de las de Lagos e Ibadán. Capital del estado homónimo, cuenta con una población de 4 348 000 habitantes (2023).
La ciudad está amurallada y la mayor parte de sus construcciones son de arcilla (barro). La actividad industrial se basa en la producción de maní, tafiletería, artículos de metal y algodón. Además, canaliza la mayor parte del comercio de los productos agrícolas y ganaderos de la región. El Instituto de Enseñanza Superior de Kano es la principal institución de carácter educativo.

## Historia
Los orígenes de la región de Kano, que era uno de los estados originales hausa, se remontan al año 900. El islam se impuso en la zona probablemente entre los siglos XII y XIV. Los fulani la conquistaron en el siglo XIX, y permaneció en su poder hasta que en 1903 fue colonizada por el Imperio británico. Kano siguió siendo un emirato independiente hasta la creación de una Nigeria unida como colonia británica en 1903.
Su población estimada, a fecha de 1995, era de 657.300 habitantes.

## Demografía
Kano es en gran parte musulmana. La mayoría de los musulmanes en Kano son sunnitas, aunque una minoría son chiitas. Los cristianos y los seguidores de otras religiones no musulmanes forman una pequeña parte de la población, y viven tradicionalmente en el barrio de Sabon Gari. Solo los cristianos comprenden alrededor del 1% de la población.
La ciudad de Kano está compuesta de ocho áreas de gobierno local: Dala, Fagge, Gwale, Kano Municipal, Kumbotso, Nassarawa, Tarauni y Ungongo.

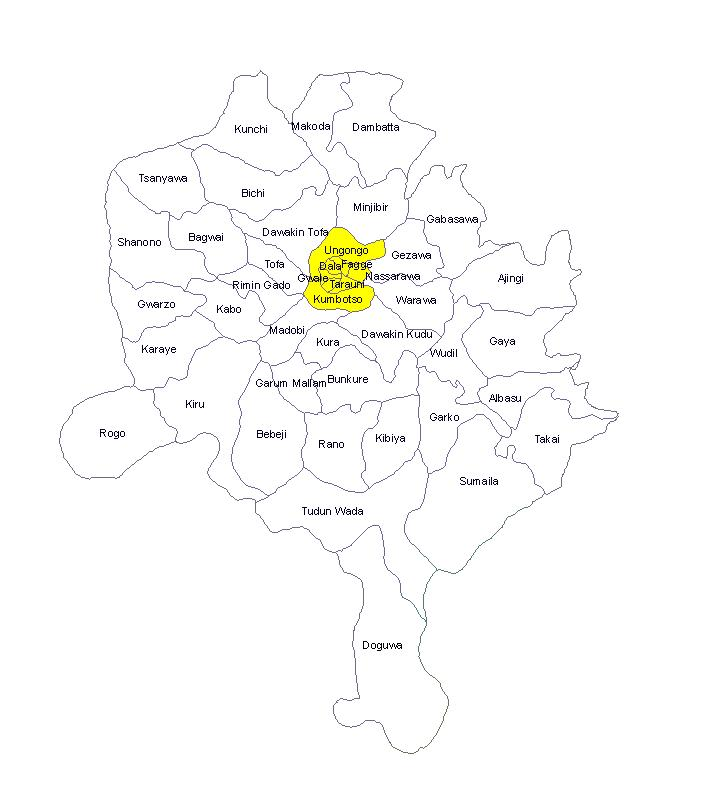
Área Metropolitana de Kano.

| Área de gobierno local | Población (Censo 1998) | Población (Censo 1999) | Población (Censo 2006) |
| Dala                   | 277.406                | 285.728                | 418.777                |
| Fagge                  | 233.969                | 240.988                | 198.828                |
| Gwale                  | 305.253                | 314.410                | 362.059                |
| Kano Municipal         | 248.236                | 255.683                | 365.525                |
| Kumbotso               | 200.813                | 206.837                | 295.979                |
| Nassarawa              | 285.469                | 294.067                | 596.669                |
| Tarauni                | 279.136                | 287.510                | 221.367                |
| Ungongo                | 199.961                | 205.960                | 369.957                |
| Kano (Ciudad)          | 2.030.243              | 2.091.183              | 2.829.161              |

## Clima
| Parámetros climáticos promedio de Kano   | Parámetros climáticos promedio de Kano | Parámetros climáticos promedio de Kano | Parámetros climáticos promedio de Kano | Parámetros climáticos promedio de Kano | Parámetros climáticos promedio de Kano | Parámetros climáticos promedio de Kano | Parámetros climáticos promedio de Kano | Parámetros climáticos promedio de Kano | Parámetros climáticos promedio de Kano | Parámetros climáticos promedio de Kano | Parámetros climáticos promedio de Kano | Parámetros climáticos promedio de Kano | Parámetros climáticos promedio de Kano |
| Mes                                      | Ene.                                   | Feb.                                   | Mar.                                   | Abr.                                   | May.                                   | Jun.                                   | Jul.                                   | Ago.                                   | Sep.                                   | Oct.                                   | Nov.                                   | Dic.                                   | Anual                                  |
| ---------------------------------------- | -------------------------------------- | -------------------------------------- | -------------------------------------- | -------------------------------------- | -------------------------------------- | -------------------------------------- | -------------------------------------- | -------------------------------------- | -------------------------------------- | -------------------------------------- | -------------------------------------- | -------------------------------------- | -------------------------------------- |
| Temp. máx. media (°C)                    | 30.1                                   | 33.1                                   | 36.9                                   | 38.2                                   | 36.7                                   | 34.0                                   | 31.0                                   | 29.0                                   | 31.0                                   | 34.0                                   | 33.2                                   | 31.1                                   | 33.2                                   |
| Temp. media (°C)                         | 21.6                                   | 24.1                                   | 28.0                                   | 30.9                                   | 30.4                                   | 28.4                                   | 26.4                                   | 25.0                                   | 26.0                                   | 26.5                                   | 24.5                                   | 22.1                                   | 26.2                                   |
| Temp. mín. media (°C)                    | 13.0                                   | 15.0                                   | 19.0                                   | 23.6                                   | 24.0                                   | 22.8                                   | 21.8                                   | 20.9                                   | 20.9                                   | 18.9                                   | 15.8                                   | 13.0                                   | 19.1                                   |
| Lluvias (mm)                             | 0.0                                    | 0.3                                    | 1.6                                    | 11.6                                   | 49.6                                   | 118.2                                  | 173.8                                  | 228.0                                  | 103.1                                  | 10.2                                   | 0.0                                    | 0.0                                    | 696.4                                  |
| Días de lluvias (≥ 1.0 mm)               | 0.0                                    | 0.1                                    | 0.1                                    | 0.9                                    | 3.9                                    | 8.0                                    | 13.0                                   | 14.0                                   | 8.3                                    | 1.2                                    | 0.0                                    | 0.0                                    | 49.5                                   |
| Horas de sol                             | 244.9                                  | 234.5                                  | 238.7                                  | 234.0                                  | 263.5                                  | 261.0                                  | 229.4                                  | 220.1                                  | 240.0                                  | 266.6                                  | 264.0                                  | 260.4                                  | 2957.1                                 |
| Fuente: Hong Kong Observatory (sun only) |                                        |                                        |                                        |                                        |                                        |                                        |                                        |                                        |                                        |                                        |                                        |                                        |                                        |